# Hôtel-Dieu de Château-Thierry
L'hôtel-Dieu est situé à Château-Thierry, dans le département français de l'Aisne, en région Hauts-de-France.

## Description
L'architecture de l'Hôtel-Dieu mêle des bâtiments de plusieurs époques. Deux ensembles des XVIIIe et XIXe siècles dominent. La partie la plus récente, l'hôpital, est édifiée entre 1876 et 1879 sous la direction de l'architecte Eugène Rouyer. Cette aile dresse sa massive silhouette de pierre calcaire blanche et de brique rouge rythmée de grandes ouvertures, comme un pastiche de l'architecture du Grand Siècle. Elle applique les préceptes de l'architecture hygiéniste de l'époque. Haut de trois étages, en activité jusqu'au début des années 1980, l'hôpital présente des blasons sculptés des principaux bienfaiteurs de l'établissement au cours des siècles gravés dans la pierre entre les arcades de sa façade sud sur jardin. Sur son flanc est, une construction accolée, correspondant aux vestiges de l'hôtel-Dieu de la fin du XVIIe siècle, a échappé à la démolition. Il s'agissait de l'espace conventuel abritant les sœurs Augustines. Au centre de ce bâtiment se distingue un massif contrefort qui, avec des caves voutées en arêtes, constituent les vestiges de l'Hôtel-Dieu primitif édifié au XIVe siècle conformément à la volonté de la reine de France Jeanne de Navarre. Cette construction aurait été englobée au sein de maçonneries postérieures.

## Localisation
L'Hôtel-Dieu est situé en centre-ville, à la périphérie de la ville médiévale. Il s'ouvre au nord-ouest sur une cour carrée qui donne sur la rue du château (rue étroite qui relie le centre-ville à l'entrée du château médiéval), et au sud sur une esplanade qui débouche avenue Joussaume-Latour (ancienne limite de la ville).

## Historique
L’Hôtel-Dieu de Château-Thierry a été fondé en 1304 par Jeanne de Navarre, épouse du roi Philippe IV le Bel.
L'établissement resta modeste jusqu'en 1698, lorsque le roi Louis XIV lui rattacha vingt huit maladreries (petits hôpitaux soignant les lépreux) de la région.
« Les localités intéressées par ce rattachement durent faire à l'hôpital l'abandon de leurs biens fonds, en compensation elles eurent le droit à un certain nombre de journées de maladie proportionnées à l'importance des biens abandonnés. »
(H. Chaloin - Informateur XI.59).
À la fin du XVIIe siècle, Madame de la Bretonnière fit adopter l'ordre de Saint Augustin à l'hôtel-Dieu. Ses oncle et tante, Pierre Stoppa et Anne Charlotte de Gondi, furent les bienfaiteurs et restaurateurs de l'hôpital. On voit leur mausolée dans la chapelle de l'hôtel-Dieu.
Au cours des siècles, les bâtiments furent agrandis jusqu'à leur démolition (après 1870). Un nouvel hôpital fut construit dès 1876 et inauguré en 1879. Durant les travaux, les malades étaient soignés à la Charité (aujourd'hui la maison de retraite de Bellevue).

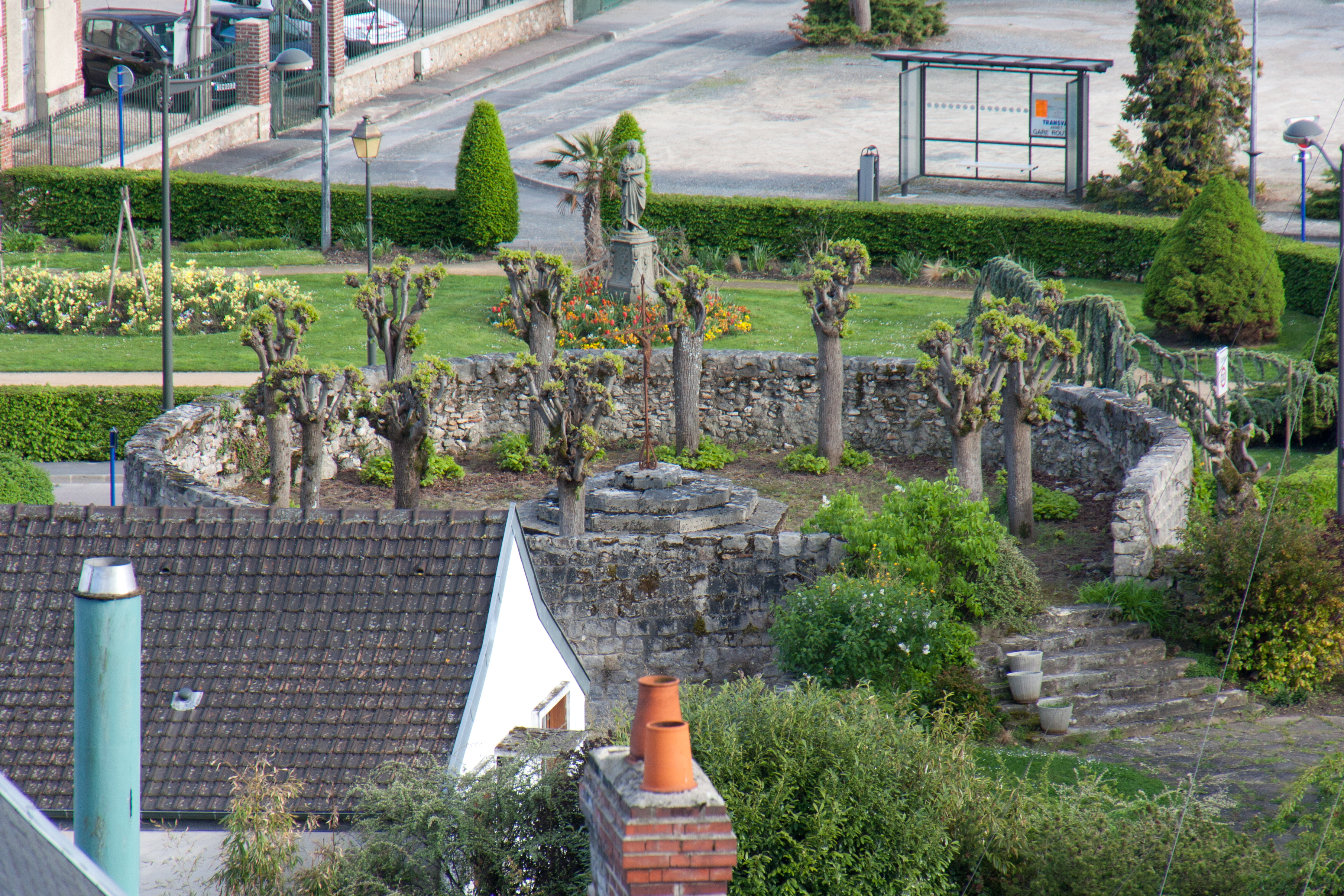
La tour des Augustines

En 1890, les vieilles murailles de la ville qui clôturaient l'hôpital au midi, furent démolies à l'exception de la tour d'angle qui servait de tombeau aux religieuses de l'établissement (la tour des Augustines).
Les bâtiments, qui devenaient vétustes par rapport aux besoins de la médecine moderne, furent désaffectés en 1988, date à laquelle un hôpital moderne a été construit sur les hauteurs de la ville.
Le monument est inscrit au titre des monuments historiques en 2007. La nef du XIIe siècle avec travée adjacente est couverte d'une coupole ovoïde allongée sur pendentifs. Le transept et l'abside flanquent les piliers d'un clocher en bois assis sur coupole octogonale à pendentifs. Le chœur date du XIIIe siècle. La première travée touchant la façade a été revoûtée au XIVe siècle.
L'hôtel-Dieu est retenu pour bénéficier du loto du patrimoine en mai 2018.

## Le musée
C'est à la mort de la dernière religieuse augustine en 1966 que remonte la prise de conscience autour du patrimoine remarquable que constitue le Trésor de l'hôtel-Dieu. L'hôpital s'est installé quelques années plus tard au nord de la ville, libérant l'espace pour un musée. L'association Arts et Histoire de Château-Thierry s'est constituée en 1992 avec pour objectif d'œuvrer à la réalisation d'un musée. Grâce aux efforts conjoints des collectivités territoriales et de nombreux mécènes, le musée du Trésor a ouvert ses portes en septembre 2010,. Ce musée retrace au travers de ses dix-huit salles l'histoire hospitalière du site depuis sa fondation par la reine de France, Jeanne de Navarre, épouse de Philippe IV le Bel. Sur plus de 1 500 m2 d'espaces muséographiques, on peut découvrir plus de 1 300 œuvres d'art au sein d'espaces aménagés à la mode des XVIIe et XVIIIe siècles. Avec douze pièces classées Monuments historiques, ces collections témoignent des mécénats prestigieux dont a joui l'hôtel-Dieu de Château-Thierry. Issues des possessions de la communauté des sœurs Augustines qui a occupé le site pendant presque sept siècles, ainsi que des dons fait à l'association Arts et Histoire de Château-Thierry, ces œuvres embrassent tous les grands domaines artistiques. Des toiles attribuées à l'école de Louis de Boullogne, des céramiques de Nevers et de Delft, des textiles à broderies gothiques, du mobilier, des sculptures et de l'orfèvrerie laissent entrevoir la richesse d'un puissant hôpital à la fin du Grand Siècle.

## L'hôtel-Dieu, un patrimoine en péril
L’hôtel-Dieu, figure parmi les 18 projets emblématiques du loto du patrimoine. Les fonds collectés permettront de financer la première phase de réhabilitation des bâtiments.
Ce bâtiment nécessite aujourd’hui un travail urgent de sauvegarde et de restauration des façades et étages. Désaffecté depuis plus de trente-cinq ans, il n’a pas reçu d’entretien et son état s’aggrave. En partenariat avec la Fondation du Patrimoine, la communauté d’agglomération de la région de Château-Thierry a lancé une campagne de mécénat populaire. Les fonds collectés permettront de financer les travaux d’urgence pour sauvegarder les bâtiments et les collections.

## Le projet
L’Hôtel-Dieu est destiné à devenir un musée de dimension nationale sur l’histoire hospitalière. Il occupera la majeure partie du bâtiment et abritera de nouveaux espaces scénarisés ainsi que des fonds provenant d’autres hôtels-Dieu fermés.

## Galerie d'images

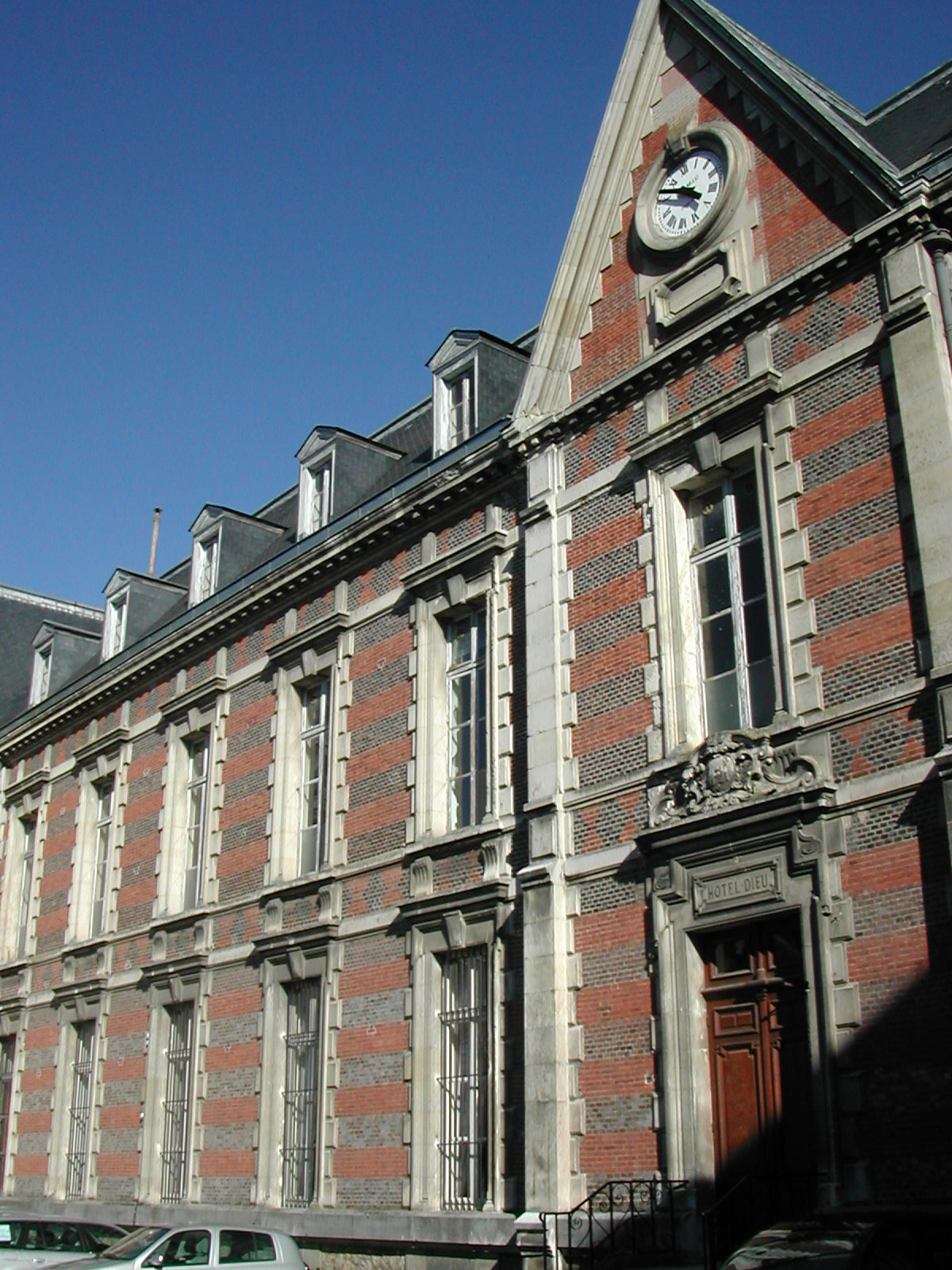
Façade et ancienne entrée principale de l'hôtel-Dieu.
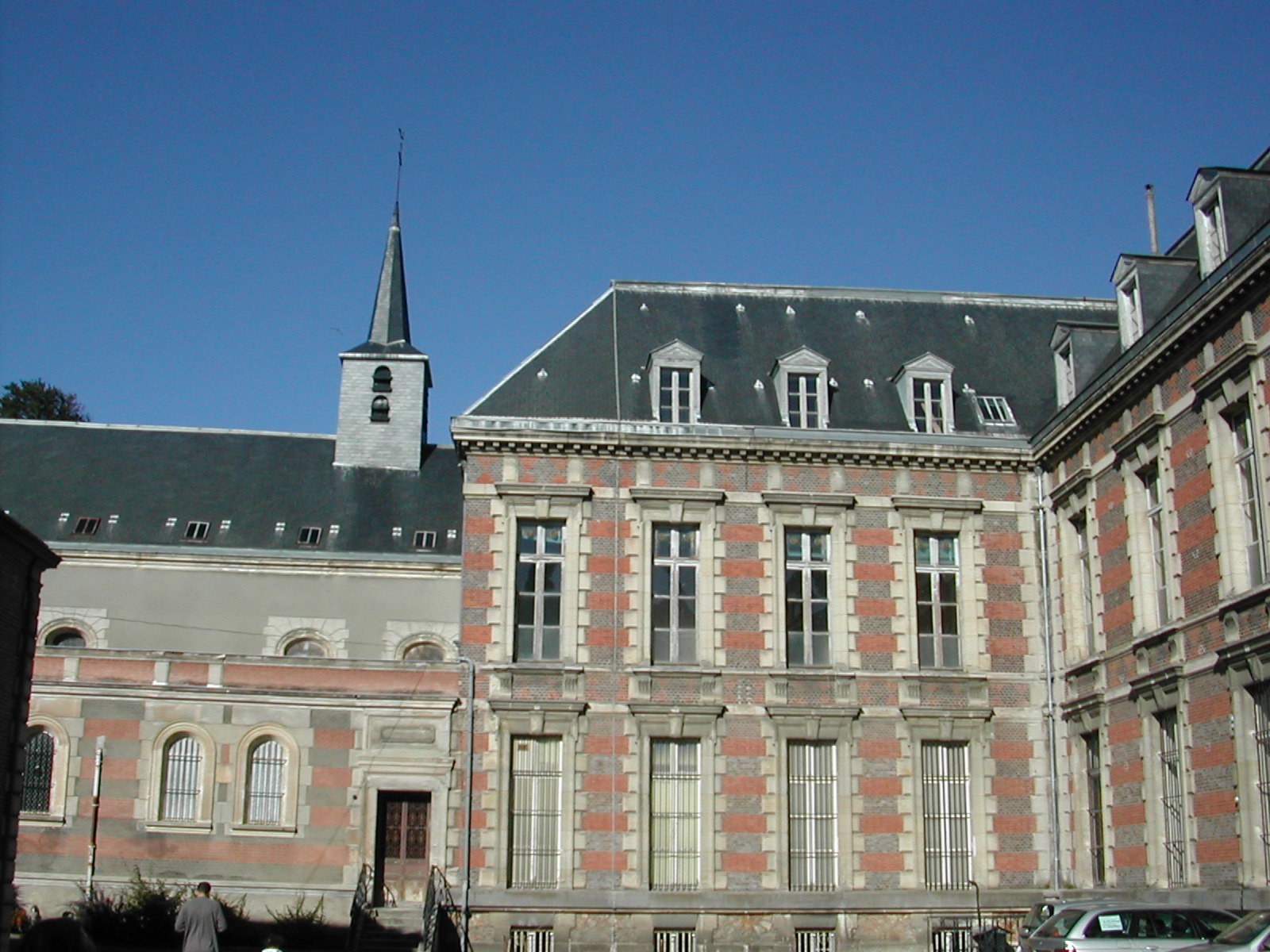
Aile nord et vue sur la chapelle.
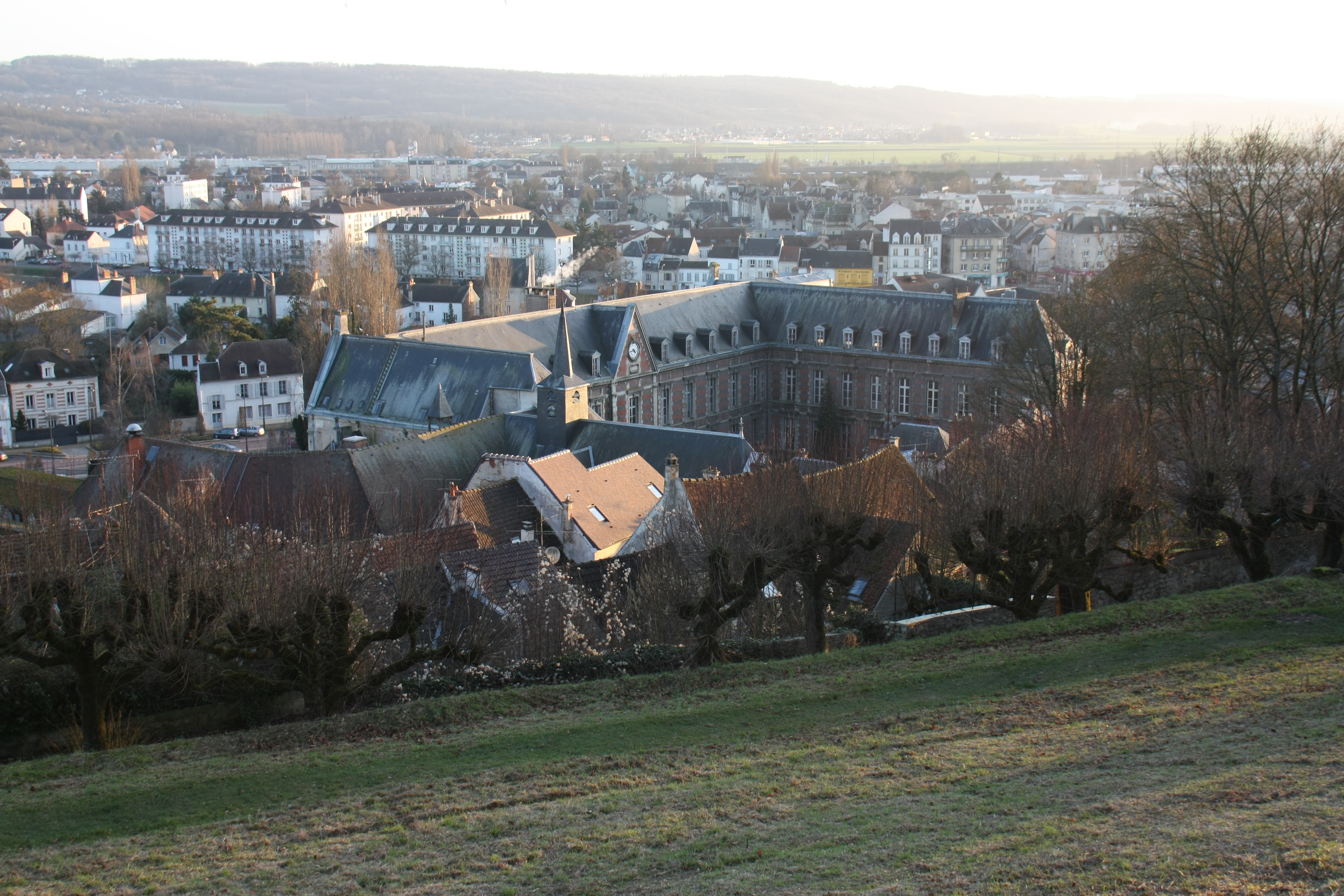
Vue du côté de la rue du château, pris des remparts du château.

#### Cartes postales sur la base Joconde
- Notice no 07840003066, sur la plateforme ouverte du patrimoine, base Joconde, ministère français de la Culture
- Notice no 5002C000689, sur la plateforme ouverte du patrimoine, base Joconde, ministère français de la Culture